# Gerbe hadronique
Une gerbe hadronique, ou cascade hadronique, est un ensemble de particules créées par l'interaction d'une particule incidente avec la matière environnante et essentiellement constitué de hadrons ou de quarks et de gluons (on parle dans ce dernier cas de jet), principalement sensibles à l'interaction forte.